# Гимле, Ингар Хельге
См. также Гимле (мифология)
Ингар Хельге Гимле (норв. Ingar Helge Gimle; род. 28 сентября 1956 года, Осло, Норвегия) — норвежский актёр театра и кино.

## Биография
В 1982 году Ингар Хельге Гимле окончил Государственное театральное училище.
В 1985 году дебютировал в Трёнделагском театре в пьесе Вацлава Гавела «Largo desolato». Также участвовал в пьесах Генрика Ибсена «Бранд» и «Когда мы, мёртвые, пробуждаемся», в повести Джорджа Оруэлла «Скотный двор».
В 1989 году Ингар Хельге Гимле начал работать в Новом театре Осло, где играл различные роли, в том числе и в произведении Генрика Арнольда Вергеланна «Roser i ørkenen».
В 1993 году Гимле сыграл Дмитрия Карамазова в романе Фёдора Достоевского «Братья Карамазовы». Кроме того, играл в пьесе Теннесси Уильямса «Трамвай «Желание»».
В 1996 году Ингар Хельге Гимле начал исполнять роли в Норвежском национальном театре.
С 1980 года Ингар Хельге Гимле начал сниматься в кино. Известен по таким фильмам, как: «Коридоры времени», «Я – Дина», «Волчье лето», «Во власти женщины», «Люди на солнце», «Виктория: История любви», «Операция «Мёртвый снег» 2», а также по сериалу «Лиллехаммер».

## Награды
- 1999: премия «Аманда» за лучшую мужскую роль в фильме «Жёстокое похмелье»
- 2009: премия «Komiprisen» за лучшего артиста в кабаре
- 2010: премия «Аманда» за лучшую роль второго плана в фильме «Просто ещё один день на работе»
- 2013: премия «Heddaprisen» за лучшую мужскую роль в фильме «Просто ещё один день на работе»